# 伊曼紐爾米申 (亞利桑那州)
伊曼紐爾米申（英語：Emmanuel Mission）是位於美國亞利桑那州阿帕契縣的一個非建制地區。該地的面積和人口皆未知。

## 地理
伊曼紐爾米申的座標為36°48′08″N 109°23′50″W / 36.80222°N 109.39722°W，而該地的平均海拔高度為1667米（即5469英尺）。